# Браун, Джеральд
Джеральд Браун (англ. Gerald Brown; 1942, Дуглас, штат Аризона — 12 августа 2018, Херефорд, штат Аризона) — американский дирижёр.
Окончил Университет штата Аризона (1964) как валторнист, играл на валторне в Финиксском симфоническом оркестре. Изучал дирижирование в различных семинарах и мастер-классах, в том числе в Беркширском музыкальном центре под руководством Эриха Ляйнсдорфа.
В 1966 г. поступил на службу в Корпус мира и был направлен в Боливию для налаживания музыкального образования. В Ла-Пасе, помимо педагогической работы, возглавлял Национальный симфонический оркестр Боливии.
В 1970 г. получил приглашение только что назначенного первого коста-риканского министра культуры Альберто Каньяса возглавить Национальный симфонический оркестр Коста-Рики, переданный в распоряжение ведомства. Руководил коллективом на протяжении 10 лет, заметно подняв профессиональный уровень оркестра и расширив его возможности, в том числе за счёт приглашения более квалифицированных оркестрантов-иностранцев; при оркестре были созданы Национальный молодёжный оркестр (1972) и Симфонический хор (1974) — благодаря первому из них уже на рубеже 1970—1980-х гг. большинство вакансий в оркестре было заполнено способными местными молодыми исполнителями. Возвращался в Коста-Рику для выступлений со своим оркестром в 2012 году и в 2015 году, когда ему было присвоено звание почётного дирижёра оркестра.